# 대한민국 형사소송법 제262조
대한민국 형사소송법 제262조는 심리와 결정에 대한 형사소송법의 조문이다.

## 조문
제262조(심리와 결정) ① 법원은 재정신청서를 송부받은 때에는 송부받은 날부터 10일 이내에 피의자에게 그 사실을 통지하여야 한다.
②법원은 재정신청서를 송부받은 날부터 3개월 이내에 항고의 절차에 준하여 다음 각 호의 구분에 따라 결정한다. 이 경우 필요한 때에는 증거를 조사할 수 있다.
1. 신청이 법률상의 방식에 위배되거나 이유 없는 때에는 신청을 기각한다.
2. 신청이 이유 있는 때에는 사건에 대한 공소제기를 결정한다.
③재정신청사건의 심리는 특별한 사정이 없는 한 공개하지 아니한다.
④제2항의 결정에 대하여는 불복할 수 없다. 제2항제1호의 결정이 확정된 사건에 대하여는 다른 중요한 증거를 발견한 경우를 제외하고는 소추할 수 없다.<개정>제2항제1호의 결정에 대하여는 제415조에 따른 즉시항고를 할 수 있고, 제2항제2호의 결정에 대하여는 불복할 수 없다. 제2항제1호의 결정이 확정된 사건에 대하여는 다른 중요한 증거를 발견한 경우를 제외하고는 소추할 수 없다.  <개정 2016.1.6.>
⑤법원은 제2항의 결정을 한 때에는 즉시 그 정본을 재정신청인·피의자와 관할 지방검찰청검사장 또는 지청장에게 송부하여야 한다. 이 경우 제2항제2호의 결정을 한 때에는 관할 지방검찰청검사장 또는 지청장에게 사건기록을 함께 송부하여야 한다.
⑥제2항제2호의 결정에 따른 재정결정서를 송부받은 관할 지방검찰청 검사장 또는 지청장은 지체 없이 담당 검사를 지정하고 지정받은 검사는 공소를 제기하여야 한다. [전문개정 2007.6.1]

## 판례
한정위헌, 2008헌마578, 2009헌마41·98(병합), 2011.11.14. 형사소송법(2007. 6. 1. 법률 제8496호로 개정된 것) 제262조 제4항의 "불복할 수 없다."는 부분은, 재정신청 기각결정에 대한 ‘불복’에 형사소송법(1963. 12. 13. 법률 제1500호로 개정된 것) 제415조의 ‘재항고’가 포함되는 것으로 해석하는 한 헌법에 위반된다.

## 참고 문헌
- 손동권 신이철, 새로운 형사소송법(초판, 2013), 세창, 2013. ISBN 9788984114081